# 長吉都市間鉄道
長吉都市間鉄道（ちょうきつとしかんてつどう、中文表記: 长吉城际铁路、英文表記: Changchun–Jilin Intercity Railway）は中華人民共和国の吉林省長春市・吉林市間を結ぶ高速鉄道である。吉琿旅客専用線と共に長琿都市間鉄道の一部である。

## 概要
2011年1月11日から運行を開始しており、路線の最高速度は250km/hであるが、営業運転では200km/hを上回らない。電化方式は交流電化25kV。設置駅は長春西、長春、龍嘉、九台南、新樺皮廠、双吉、吉林となっている。

## 歴史
- 2005年7月4日 - 着工。
- 2011年1月11日 - 運行開始。

## 使用車両
- 中国高速鉄道CRH380B型電車
- 中国高速鉄道CRH5型電車

## 駅一覧
- 背景色が■で、かつ斜体字で表示している駅は現在施設が供用されていない、または完成していないことを示す。

| 駅名       | 駅名         | 駅名           | 駅間 キロ | 累計 キロ | 接続路線・備考 | 所在地 | 所在地 |
| 日本語     | 簡体字中国語 | 英語           | 駅間 キロ | 累計 キロ | 接続路線・備考 | 所在地 | 所在地 |
| ---------- | ------------ | -------------- | --------- | --------- | --- | ------ | ------ |
| 長春西駅   | 长春西站     | Changchun West | 0         | 0         | 中国国鉄:■哈大旅客専用線 長春軌道交通:■長春軌道交通2号線                                                            | 長春市 | 緑園区 |
| 長春駅     | 长春站       | Changchun      | 12        | 12        | 中国国鉄:■京哈線、■哈大線、■長白線、■長図線 長春軌道交通:■長春軌道交通1号線、■長春軌道交通3号線、■長春軌道交通4号線 | 長春市 | 寛城区 |
| 龍嘉駅     | 龙嘉站       | Longjia        | 32        | 44        | | 長春市 | 二道区 |
| 九台南駅   | 九台南站     | Jiutai South   | 10        | 54        | | 長春市 | 九台区 |
| 新樺皮廠駅 | 新桦皮厂站   | Xinhuapichang  | 未開業    | 未開業    | | 吉林市 | 昌邑区 |
| 双吉駅     | 双吉站       | Shuangji       | 51        | 105       | | 吉林市 | 昌邑区 |
| 吉林駅     | 吉林站       | Jilin          | 18        | 123       | 中国国鉄:■吉琿旅客専用線、■長図線、■吉舒線、■瀋吉線                                                                 | 吉林市 | 昌邑区 |